# متنزه بيل آيل (ميشيغان)
متنزه بيل ايل (بالإنجليزية: Belle Isle Park)، منتزه في ديترويت بولاية ميشيغان الأمريكية، طُور في أواخر القرن التاسع عشر في من جزيرة بيل، وهي جزيرة في نهر ديترويت، بالإضافة إلى العديد من الجزر الصغيرة المحيطة.
جزيرة بيل مملوكة لمدينة ديترويت، وتدار كمنتزه حكومي من قبل إدارة الموارد الطبيعية في ميشيغان من خلال عقد إيجار مدته 30 عامًا بدأ في عام 2013. يعد المتنزه أكبر حديقة مملوكة للحكومة في الولايات المتحدة، و بيل هي ثالث أكبر جزيرة في نهر ديترويت. وهي متصلة بالبر الرئيسي لديترويت بواسطة جسر ماك ارثر.

## تاريخ

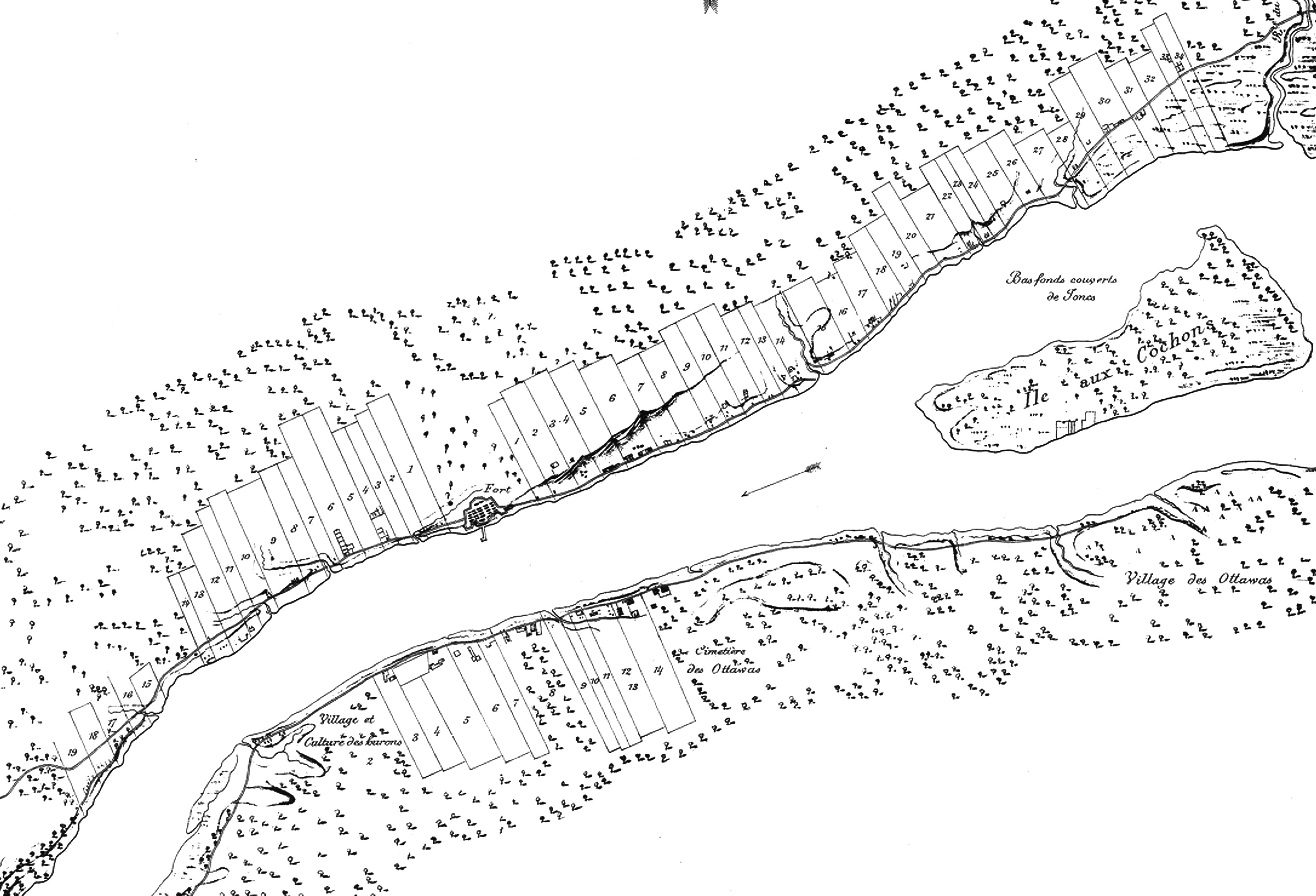
"جزيرة الخنازير" على خريطة فرنسية لعام 1796.

استقر المستعمرون الفرنسيون على الجزيرة في القرن الثامن عشر، وأطلقوا عليها اسم إيل أو كوتشونز (جزيرة هوغ). واستعملوها لرعي المواشي.
عُين الجنرال الأمريكي ألكسندر ماكومب الابن مديراً للمنطقة واصبحت الجزيرة من ممتلكاته بعد انتصاره في حرب عام 1812، والذي أصبح لاحقًا القائد العام للجيش الأمريكي. وأقيم نصب تذكاري له في منطقة واشنطن بوليفارد التاريخية في وسط مدينة ديترويت.
في 4 يوليو 1845، قرر عدد من الشخصيات الهامة التي حضرت الى الجزيرة تغيير اسمها إلى "Belle Isle" تكريما للسيدة إزابيل كاس، ابنة الحاكم العام لويس كاس. اسم Belle Isle (تهجئة قديمة لـ Belle Île ) يعني "الجزيرة الجميلة" بالفرنسية .
خططت المدينة لتطوير الجزيرة كمنتزه، واستأجرت مصمم الحدائق الحضرية البارز فريدريك لو أولمستيد في ثمانينيات القرن التاسع عشر لتصميمها. وهو معروف بتصميمه لسنترال بارك في مدينة نيويورك.

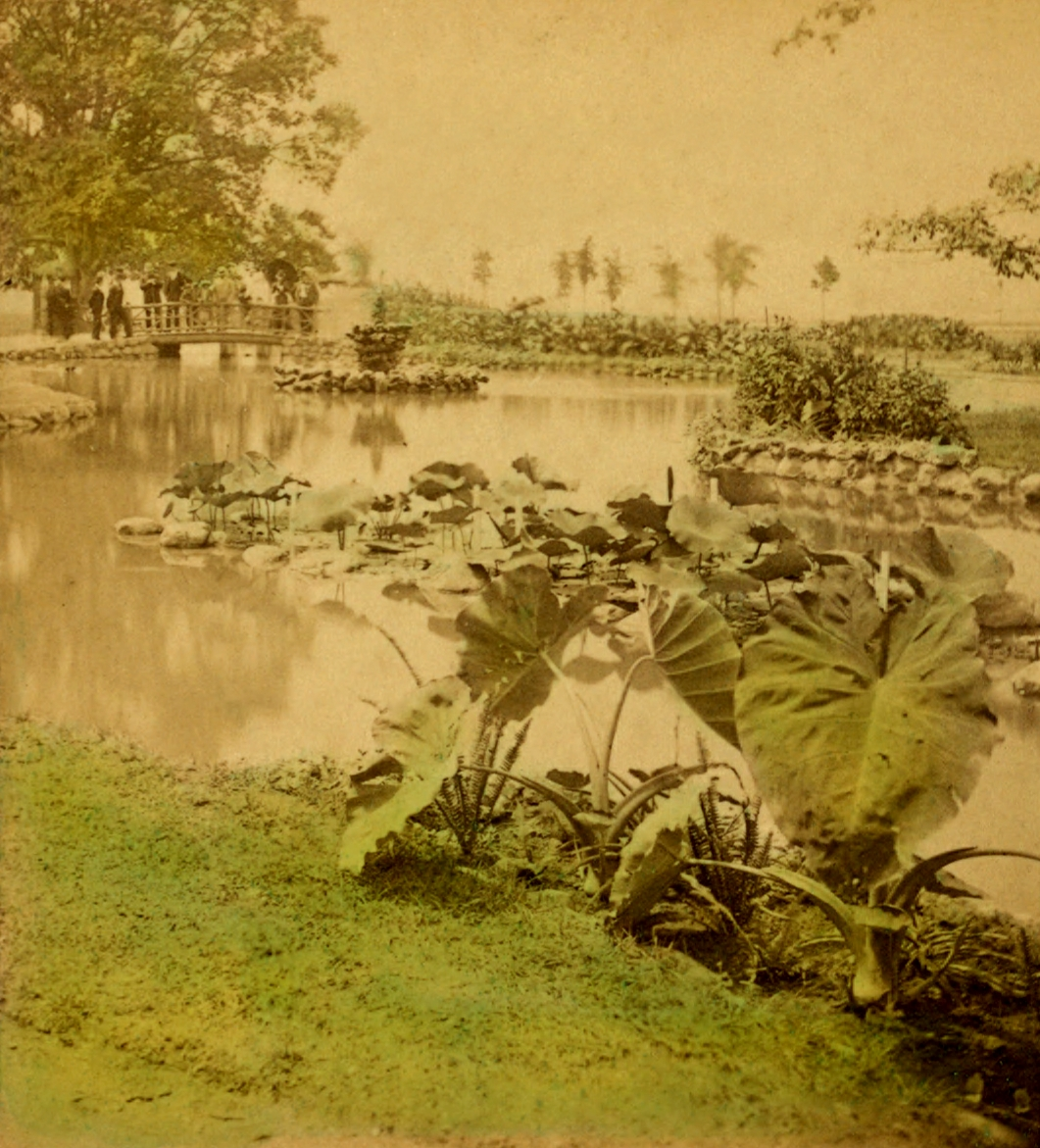
الممرات المائية الداخلية في الحديقة، بعد إنشاء المتنزه بفترة وجيزة حوالي عام عام 1880.

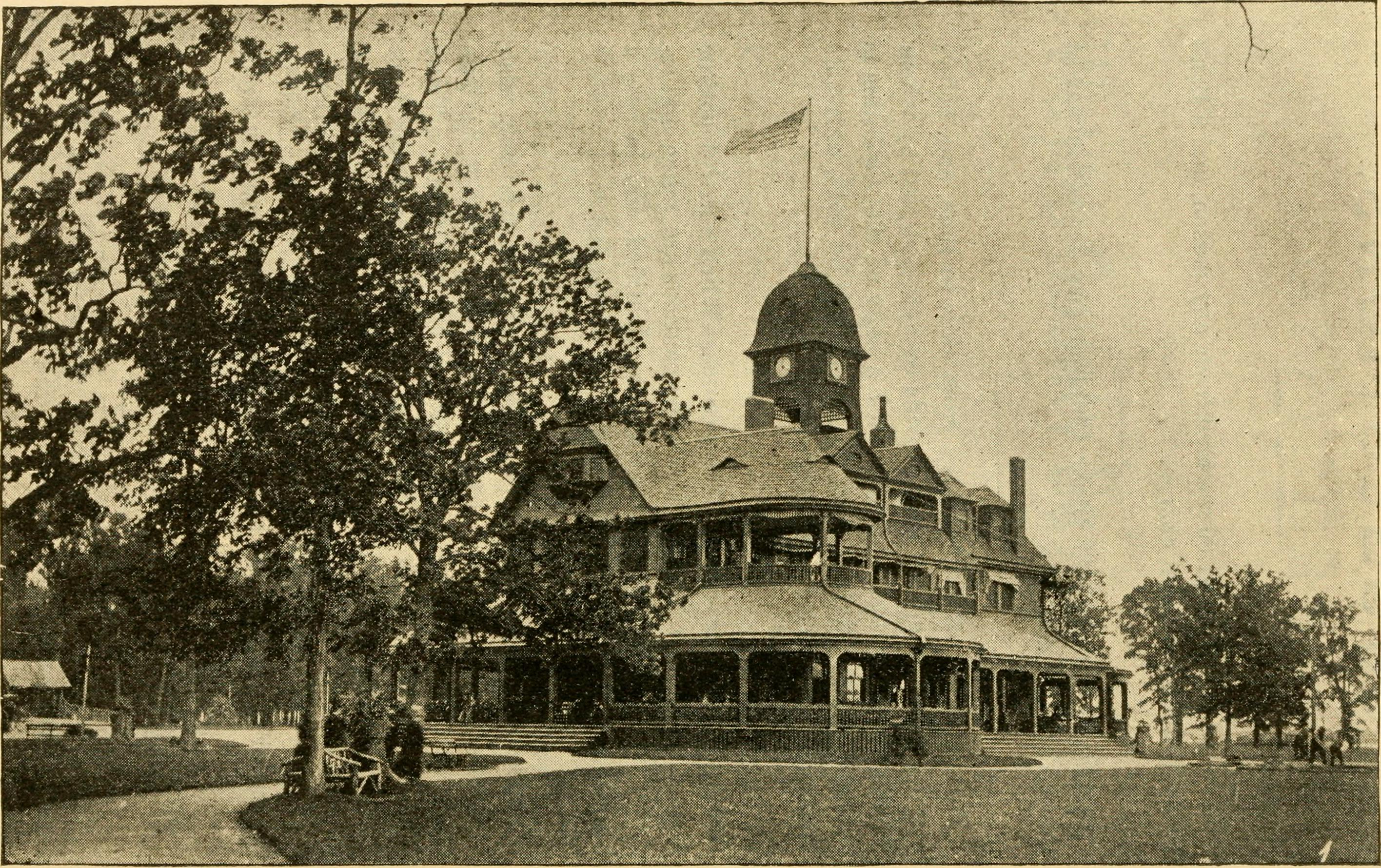
كازينو جزيرة بيل القديم عام 1884والذي هُدم واستبداله عام 1908.

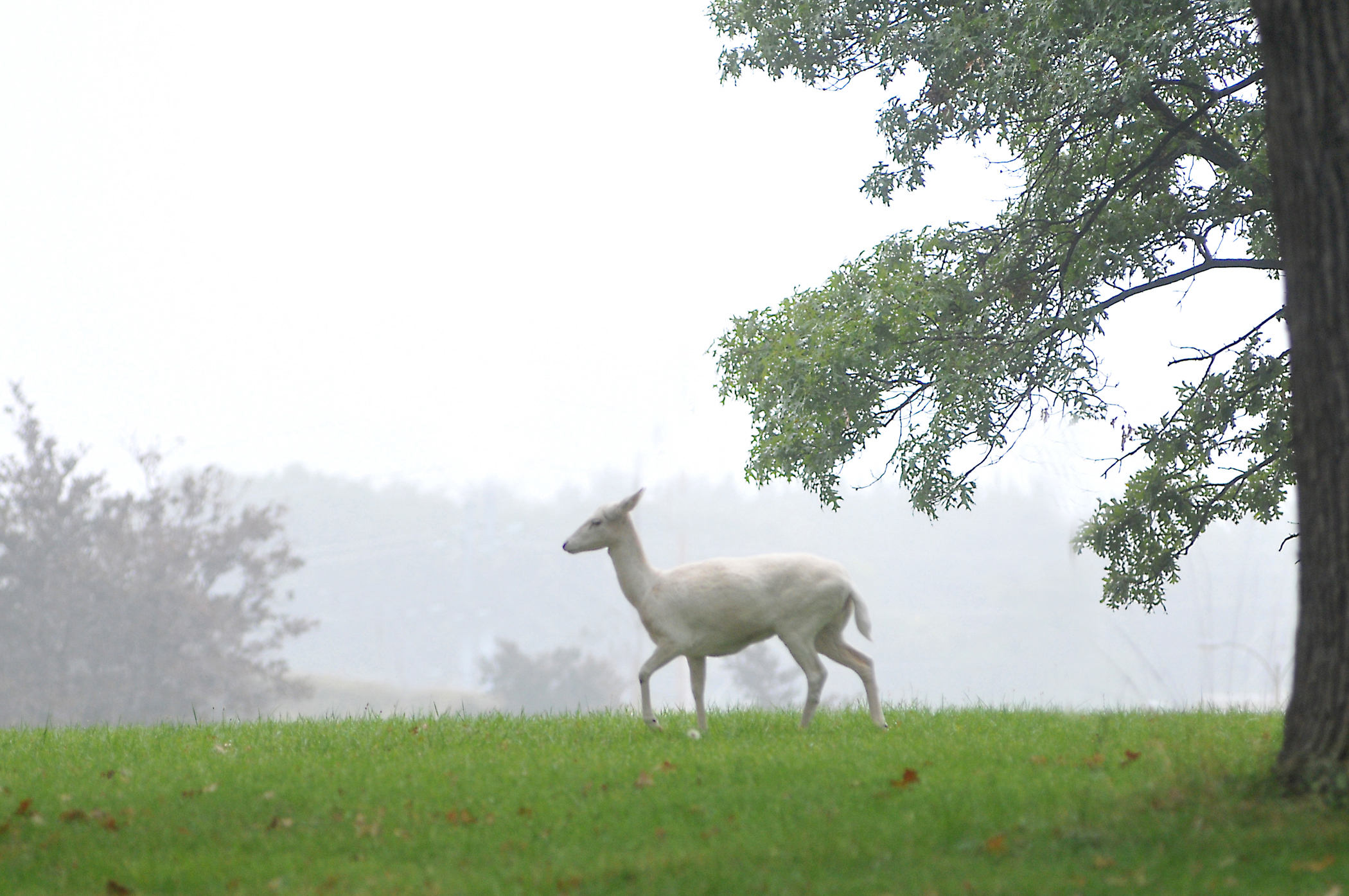
كان العديد من الغزلان البور بما في ذلك الصنف "الأبيض" منتشرًا في السابق في الجزيرة.

## عوامل الجذب

### نافورة جيمس سكوت التذكارية
نافورة جيمس سكوت التذكارية هي نصب تذكاري يقع في بيل آيل بارك، في ديترويت، ميشيغان. صممه المهندس المعماري كاس جيلبرت والنحات هربرت آدامز، واكتملت النافورة عام 1925 بتكلفة 500 ألف دولار.

### حوض أسماك بيل آيل

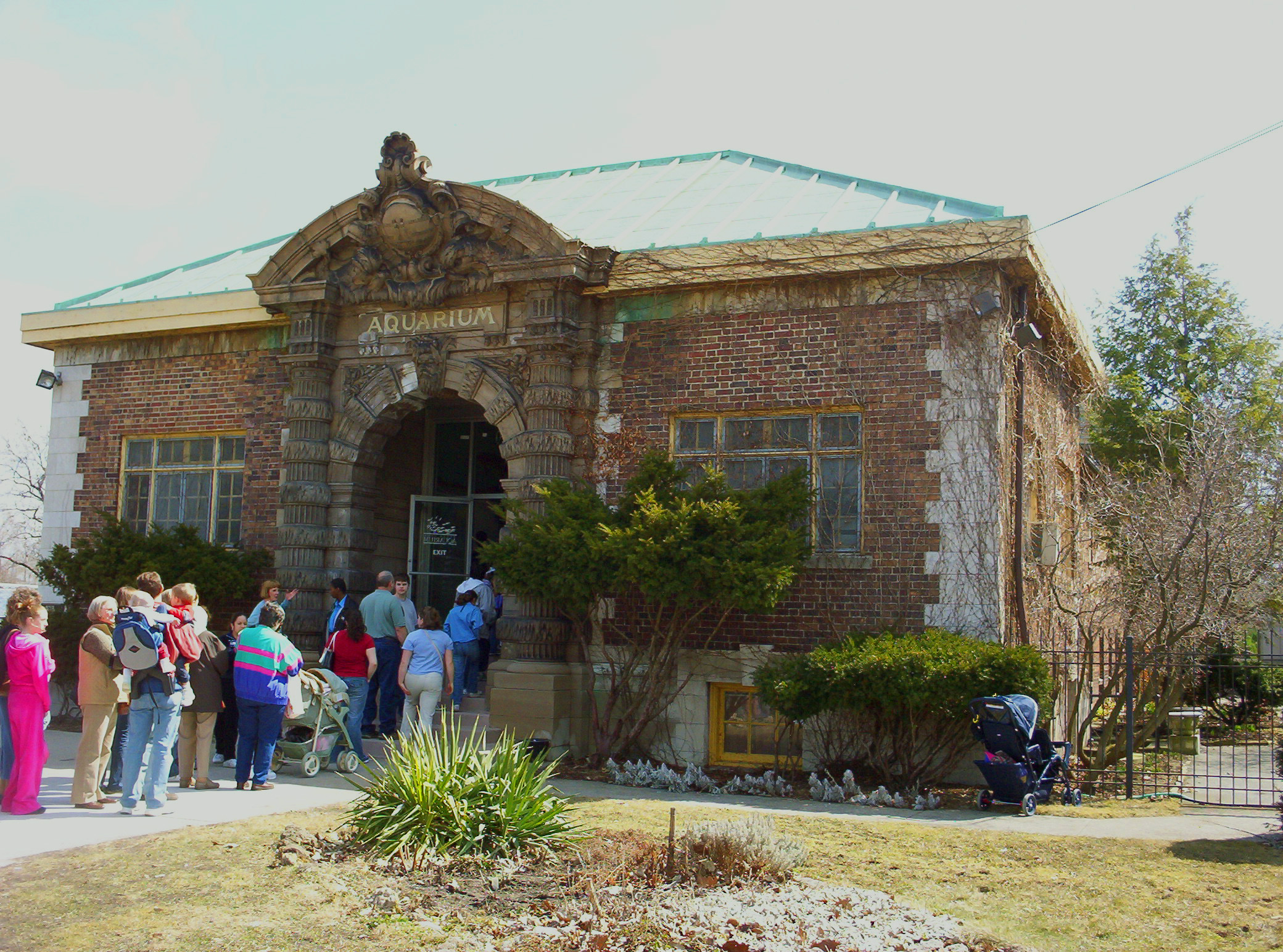
الجزء الخارجي من حوض أسماك بيل آيل

حوض أسماك بيل إيل هو حوض مائي صممه المهندس المعماري ألبرت كان، وافتتح في 18 أغسطس 1904، وكان أقدم حوض مائي يعمل باستمرار في أمريكا الشمالية عندما أُغلق في 3 أبريل 2005. أعيد افتتاحه للجمهور في 18 أغسطس 2012. يتميز المبنى التاريخي الذي تبلغ مساحته 930 مترًا مربعًا بواجهة عرض كبيرة واحد مع سقف مقوس مغطى بالبلاط الزجاجي الأخضر.

### معهد بيل آيل

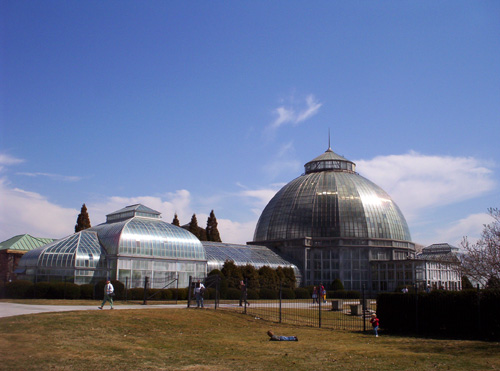
معهد ويتكومب في بيل آيل في ديترويت

معهد آنا سكريبس ويتكومب، المعروف محليًا باسم معهد بيل آيل الموسيقي، هو عبارة عن دفيئة وحديقة نباتية افتتحت في عام 1904. تقع على بعد 4.8 كم وسط المدينة، في جزيرة بيل، وتغطي 5.3 هكتار .
بُني المعهد في عام 1904، والذي صممه المهندس المعماري ألبرت كان، وأعيد بناؤه في الفترة من 1952 إلى 1954 باستخدام الألومنيوم ليحل محل العوارض الخشبية الأصلية. في عام 1953، سُمي تكريما لآنا سكريبس ويتكومب، التي تركت مجموعتها من نباتات الأوركيد المكونة من 600 نبتة في المدينة. وبفضل هديتها والتبرعات اللاحقة، أصبح المعهد الموسيقي الآن موطنًا لواحدة من أكبر مجموعات الأوركيد المملوكة للبلديات في الولايات المتحدة.

## معرض الصور

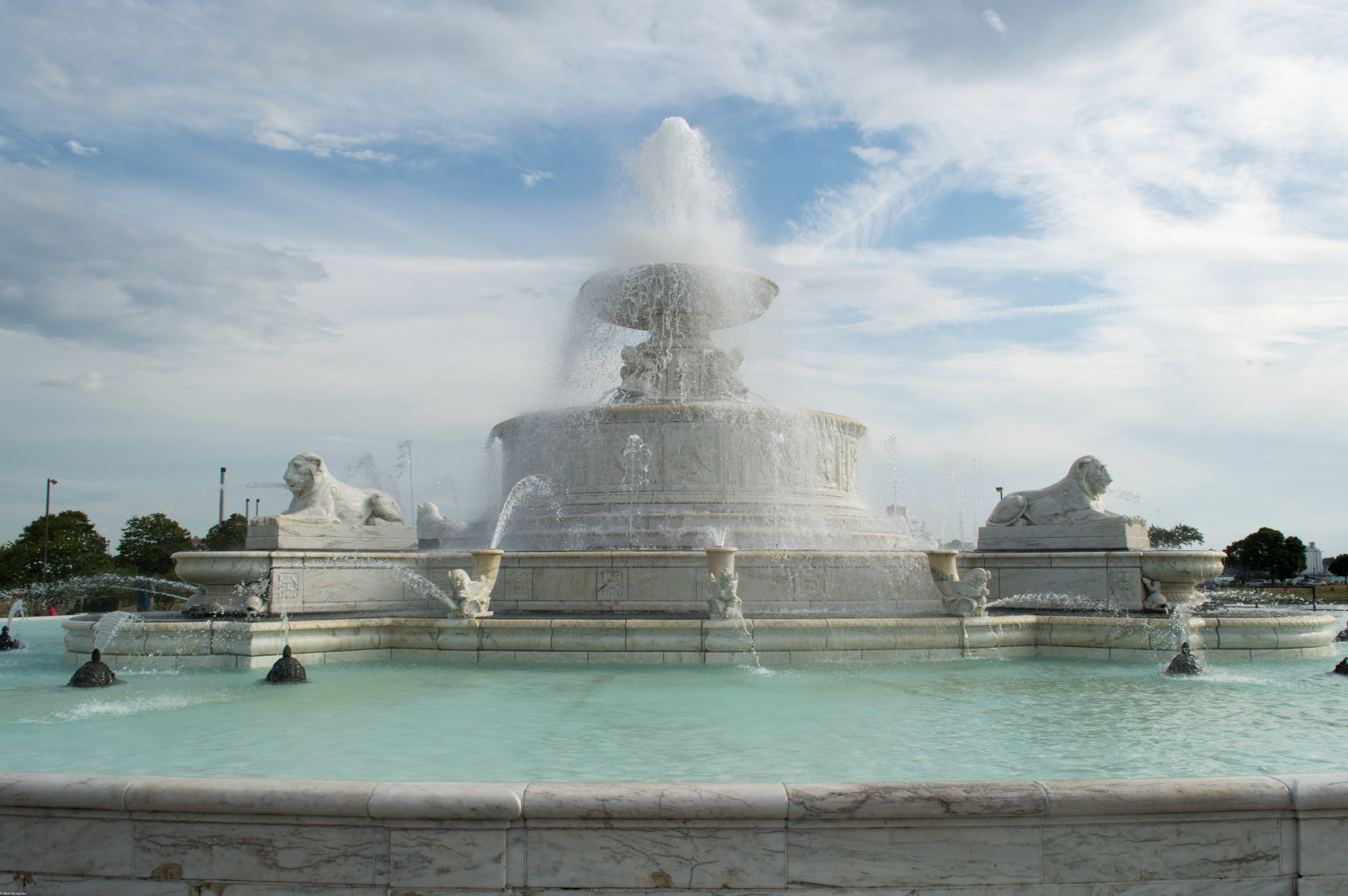
نافورة جيمس سكوت التذكارية
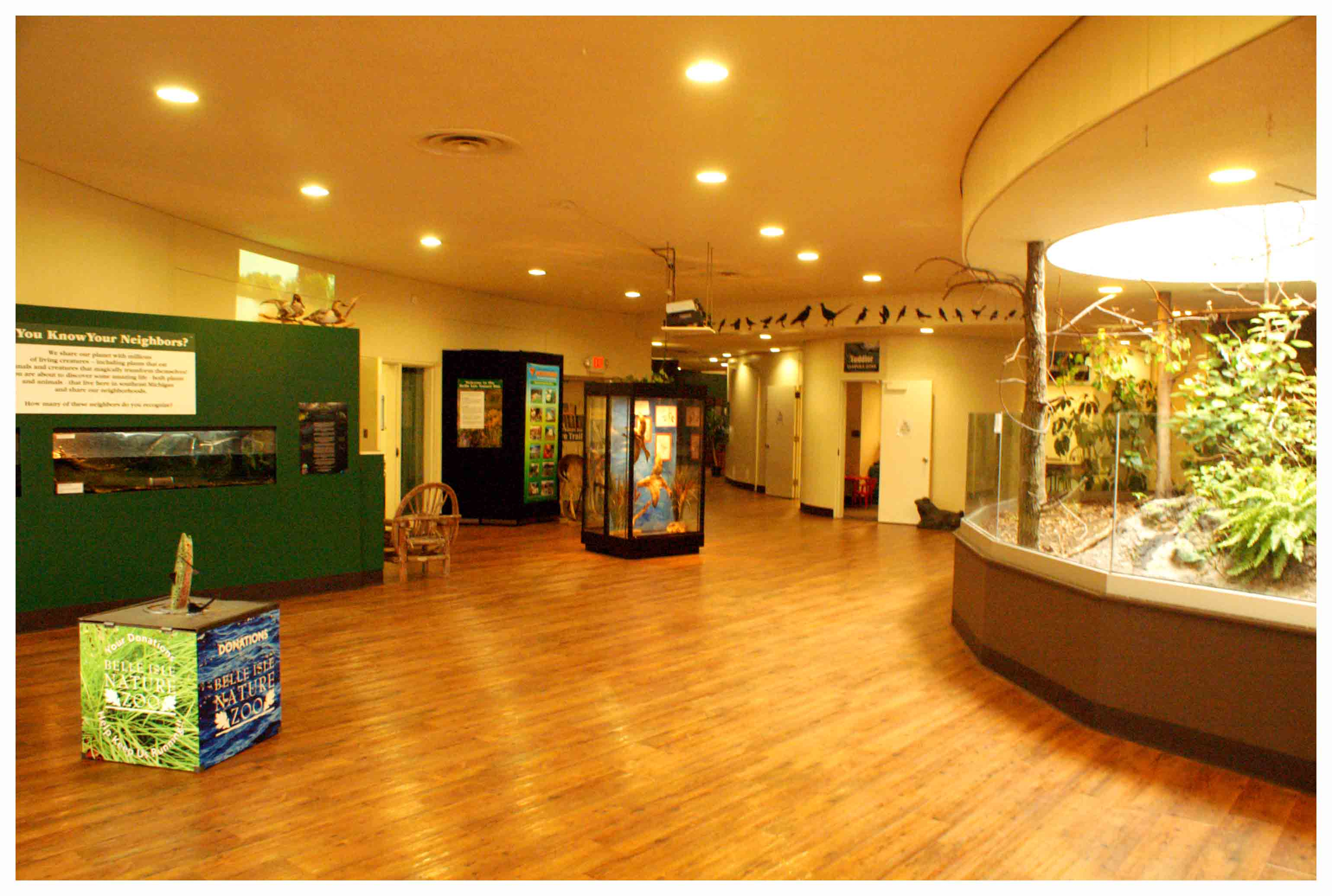
مركز الطبيعة في جزيرة بيل من الداخل
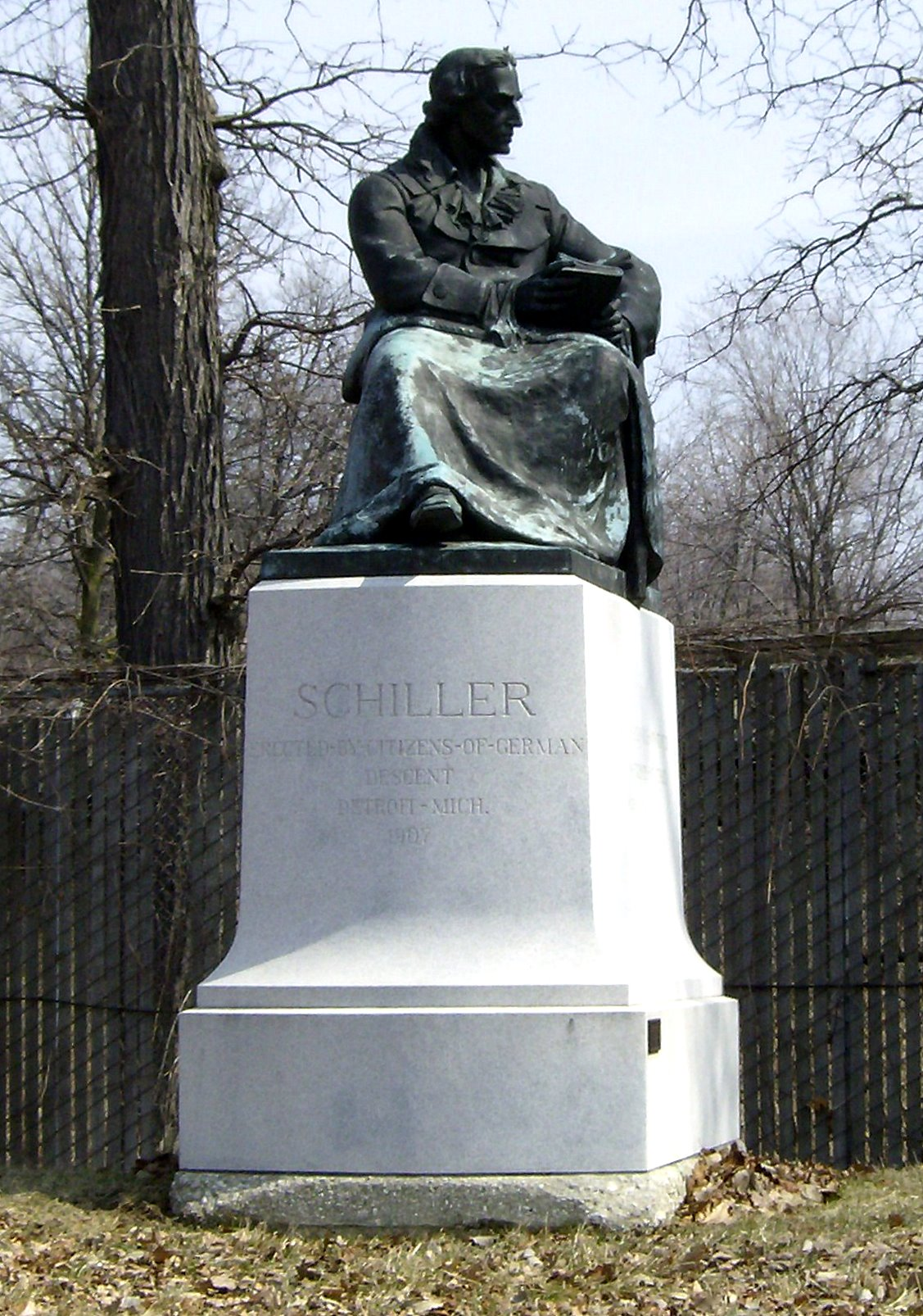
تمثال فريدريش شيلر، الشاعر الألماني، الفيلسوف، المؤرخ، والكاتب المسرحي.
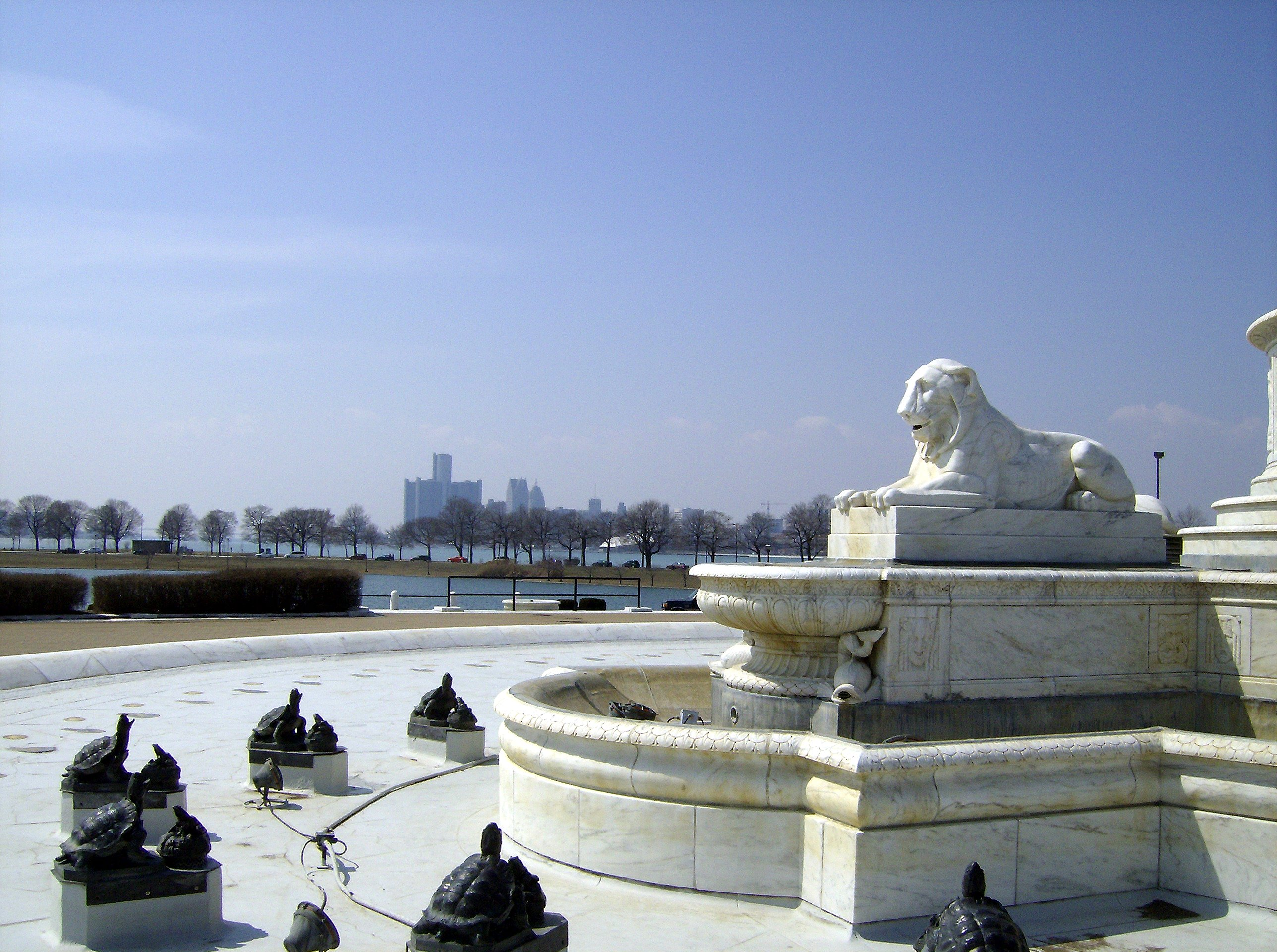
منظر لوسط مدينة ديترويت من جزيرة بيل
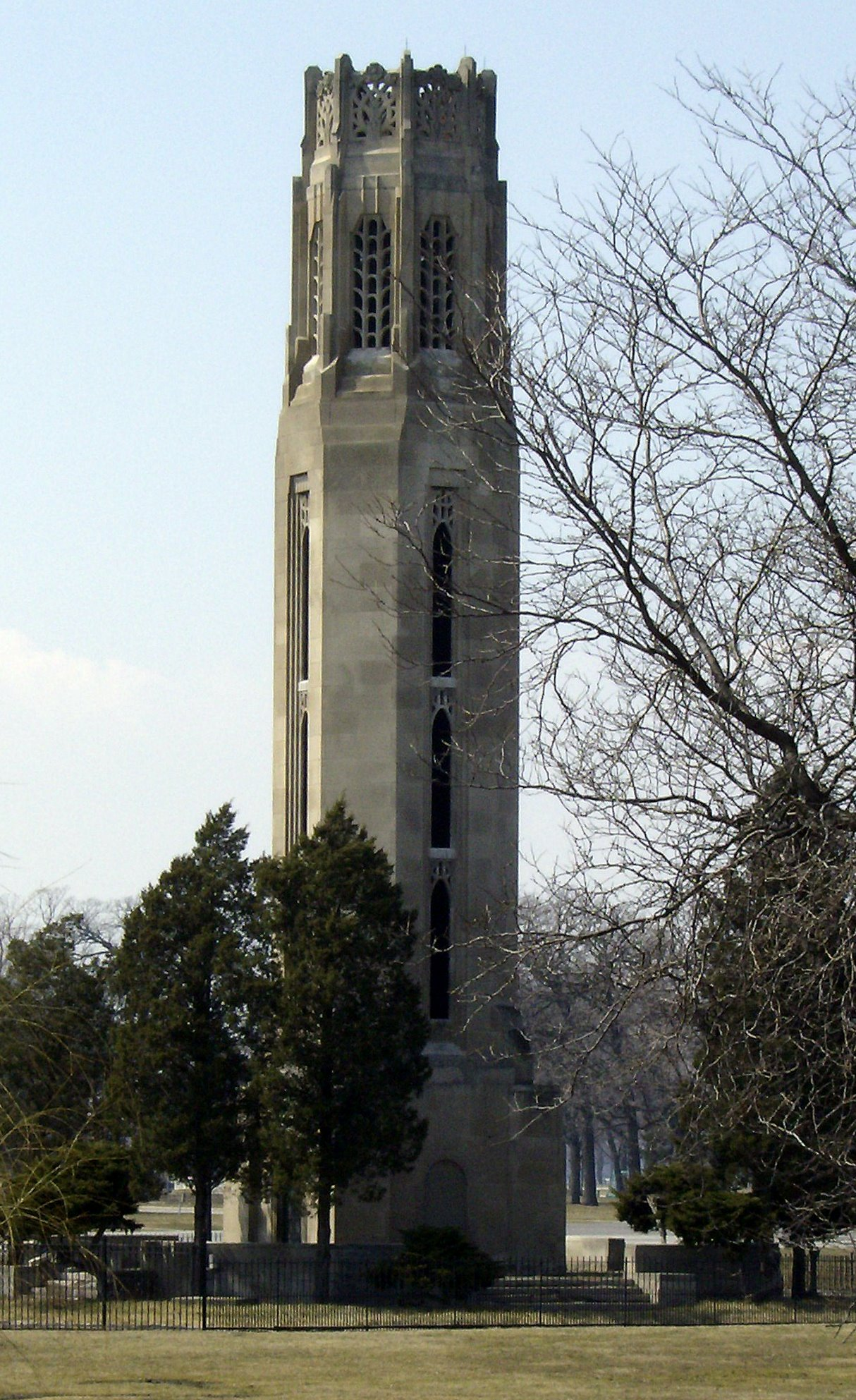
نصب نانسي براون بيس كاريلون
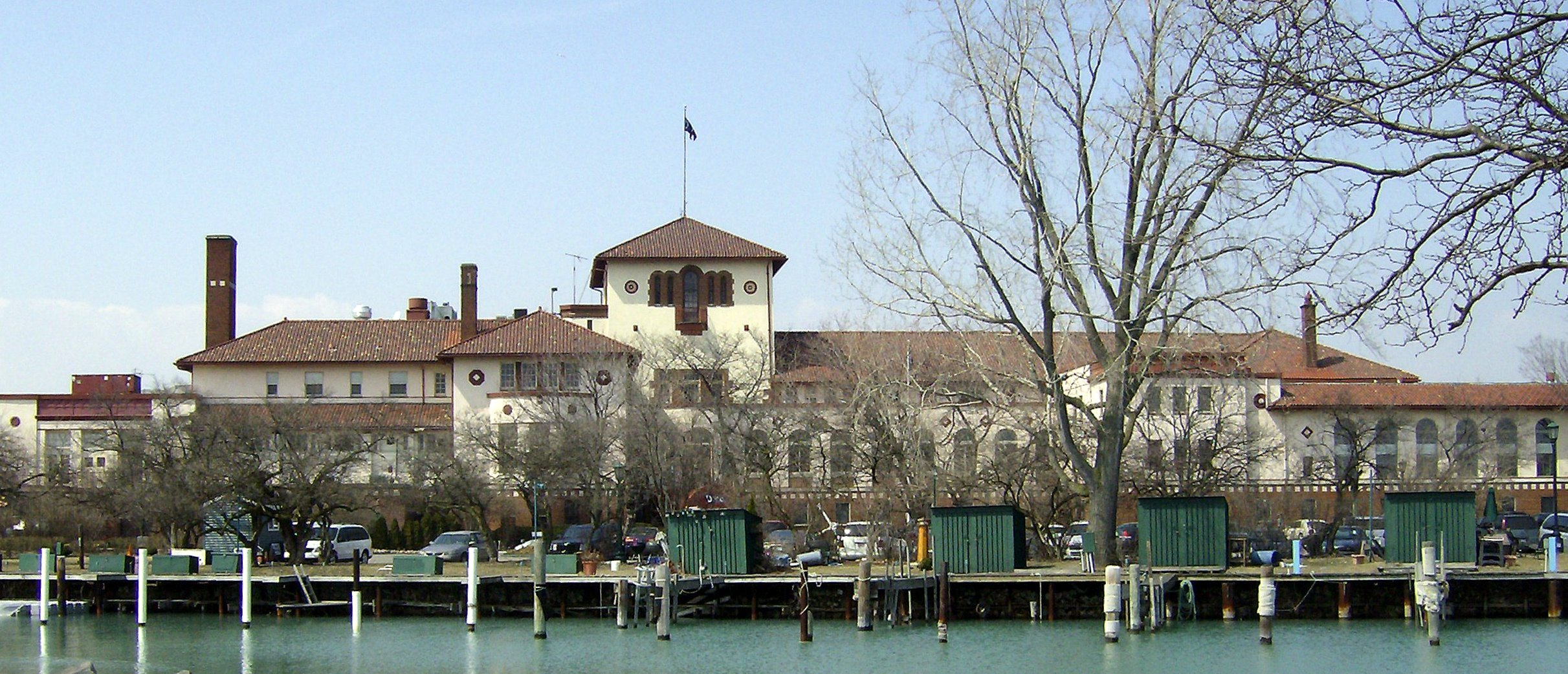
نادي اليخوت في ديترويت في بيل آيل
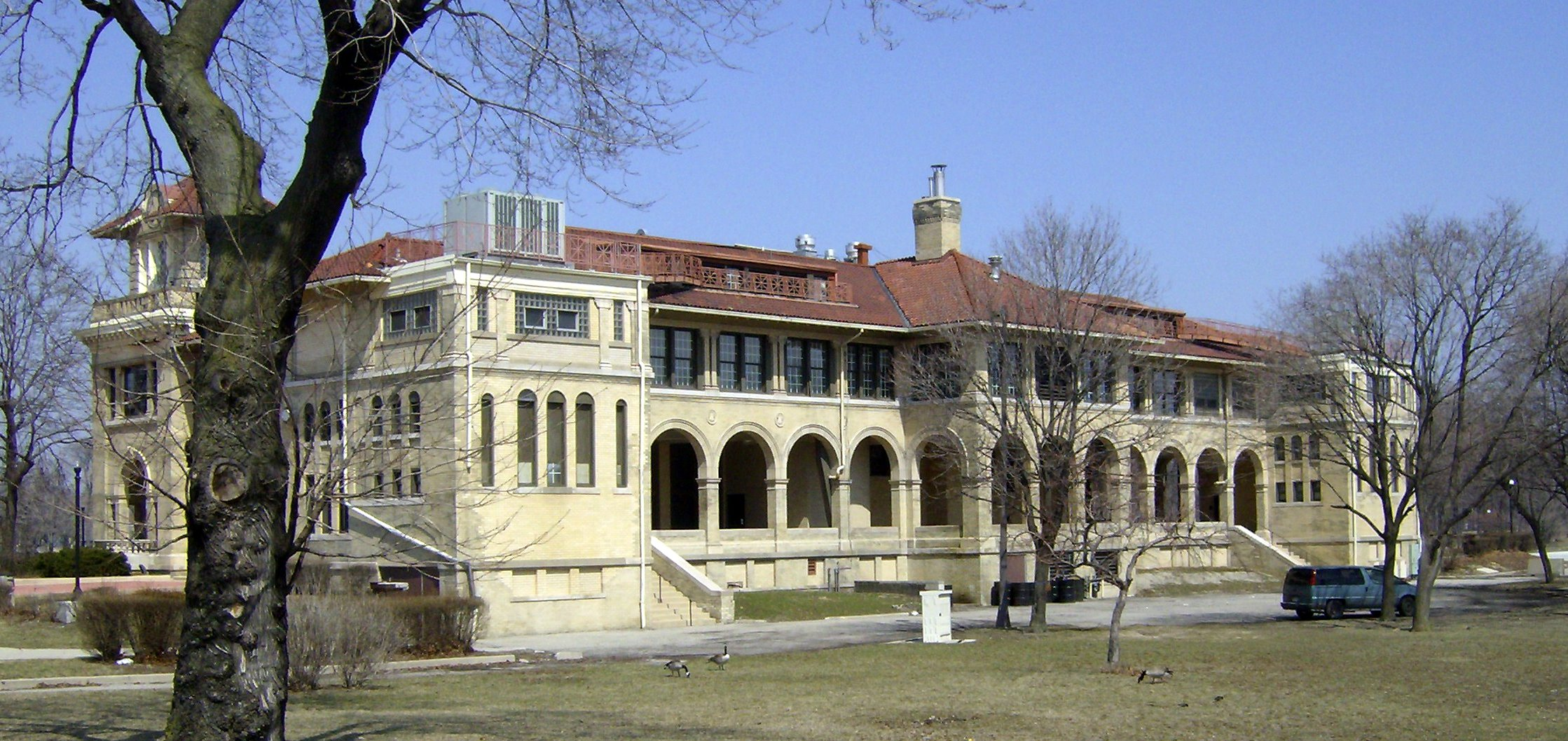
كازينو بيل آيل
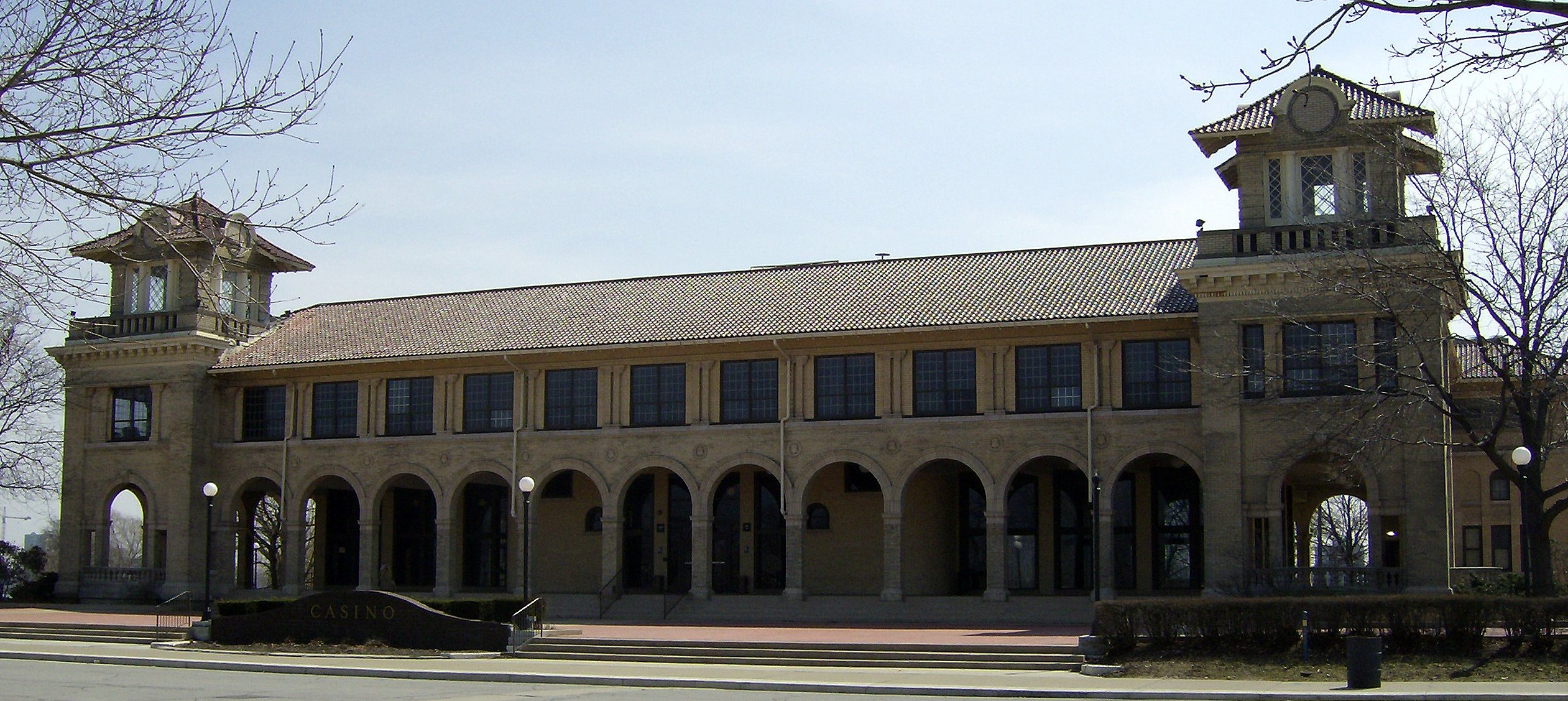
كازينو قبالة نافورة سيركل
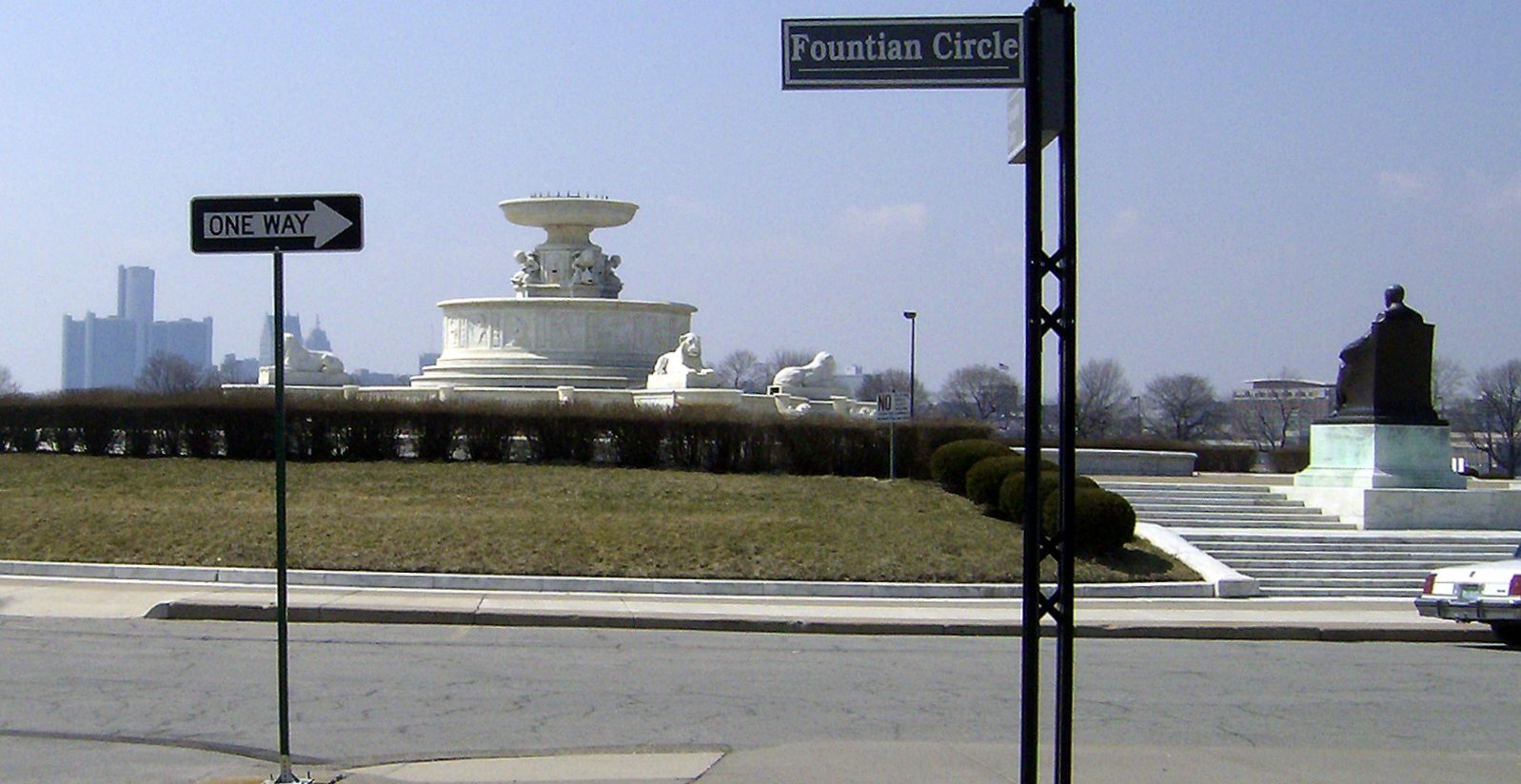
تمثال جيمس سكوت والنافورة
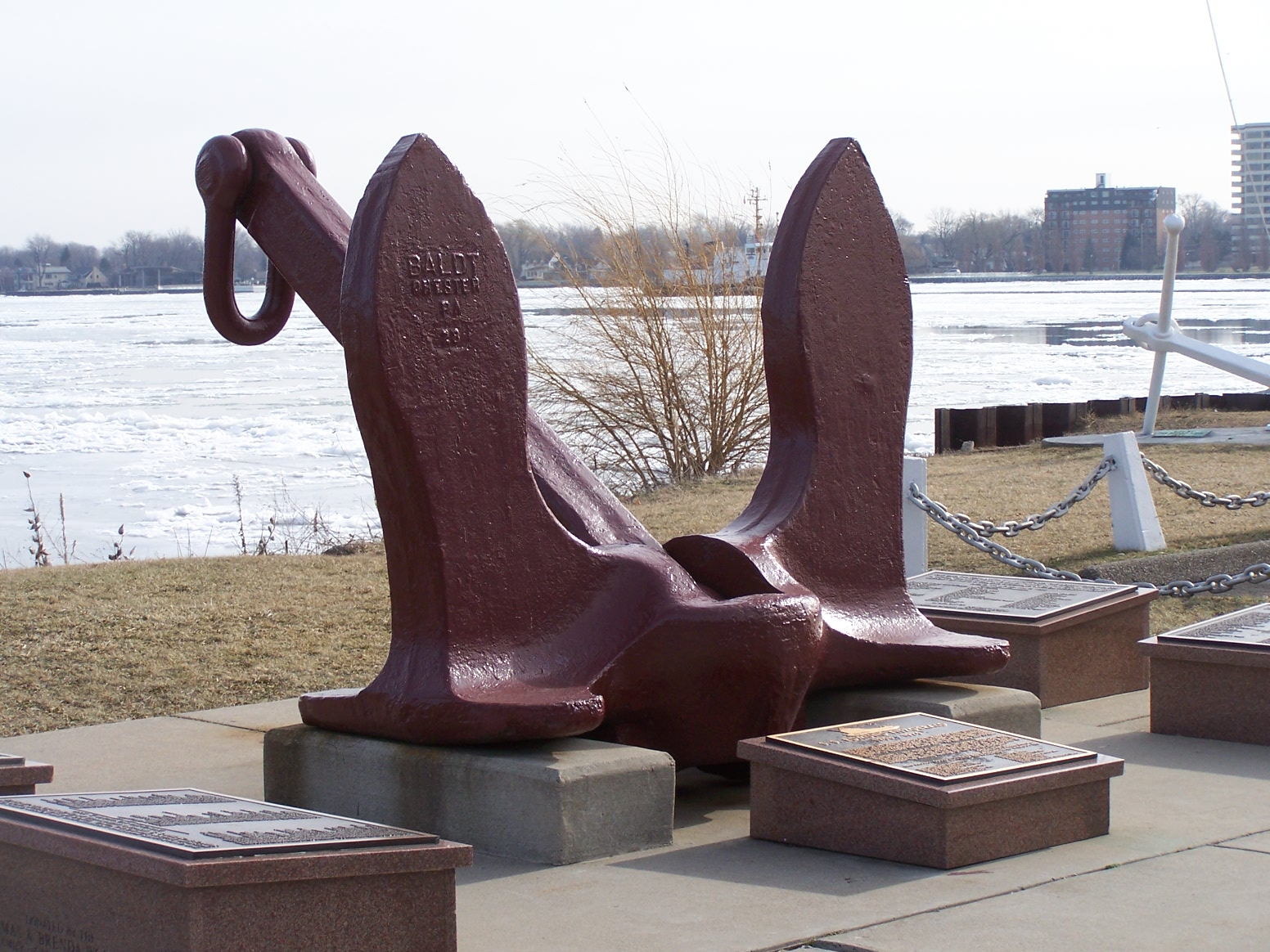
نصب إدموند فيتزجيرالد
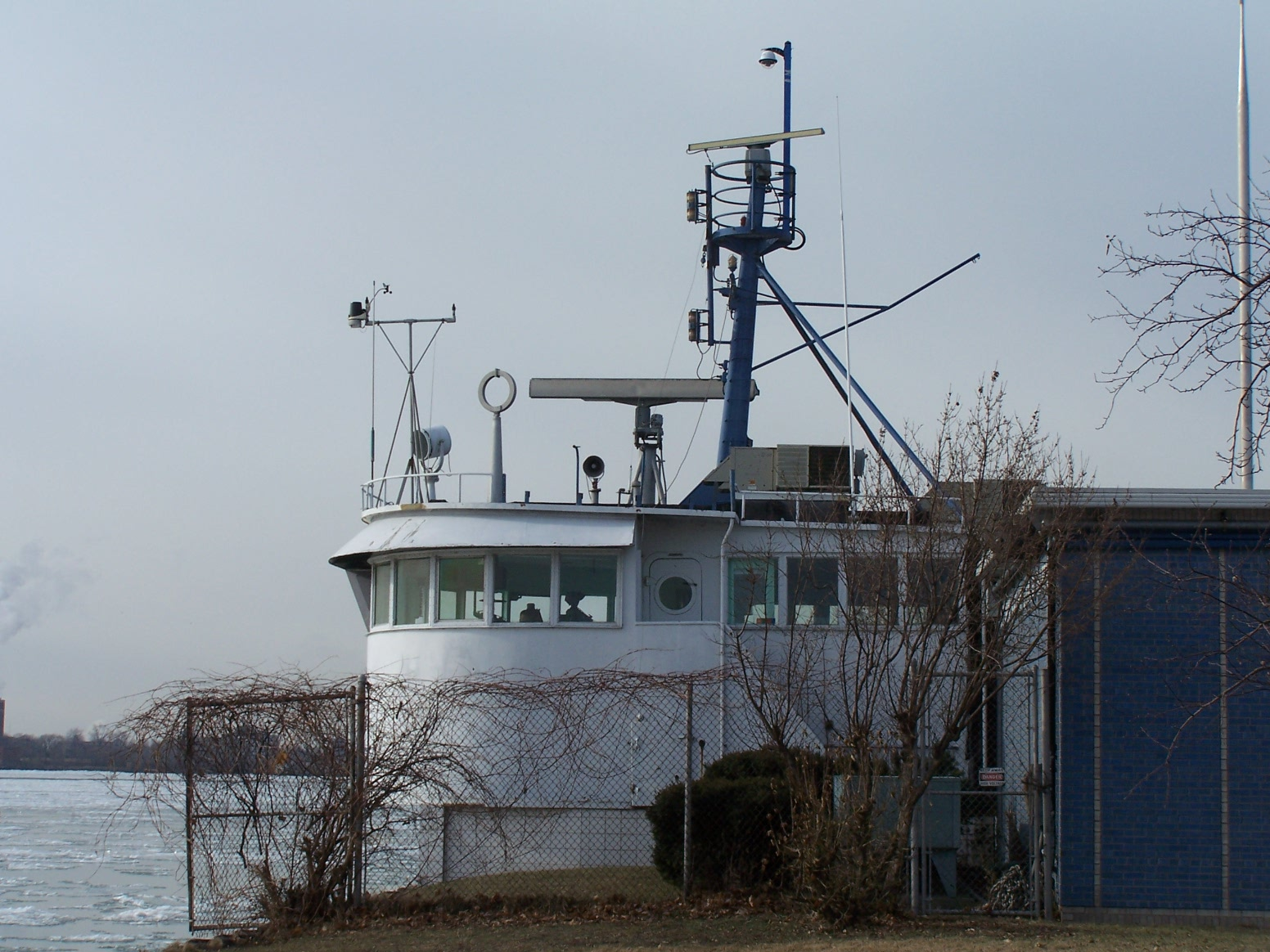
سفينة معروضة
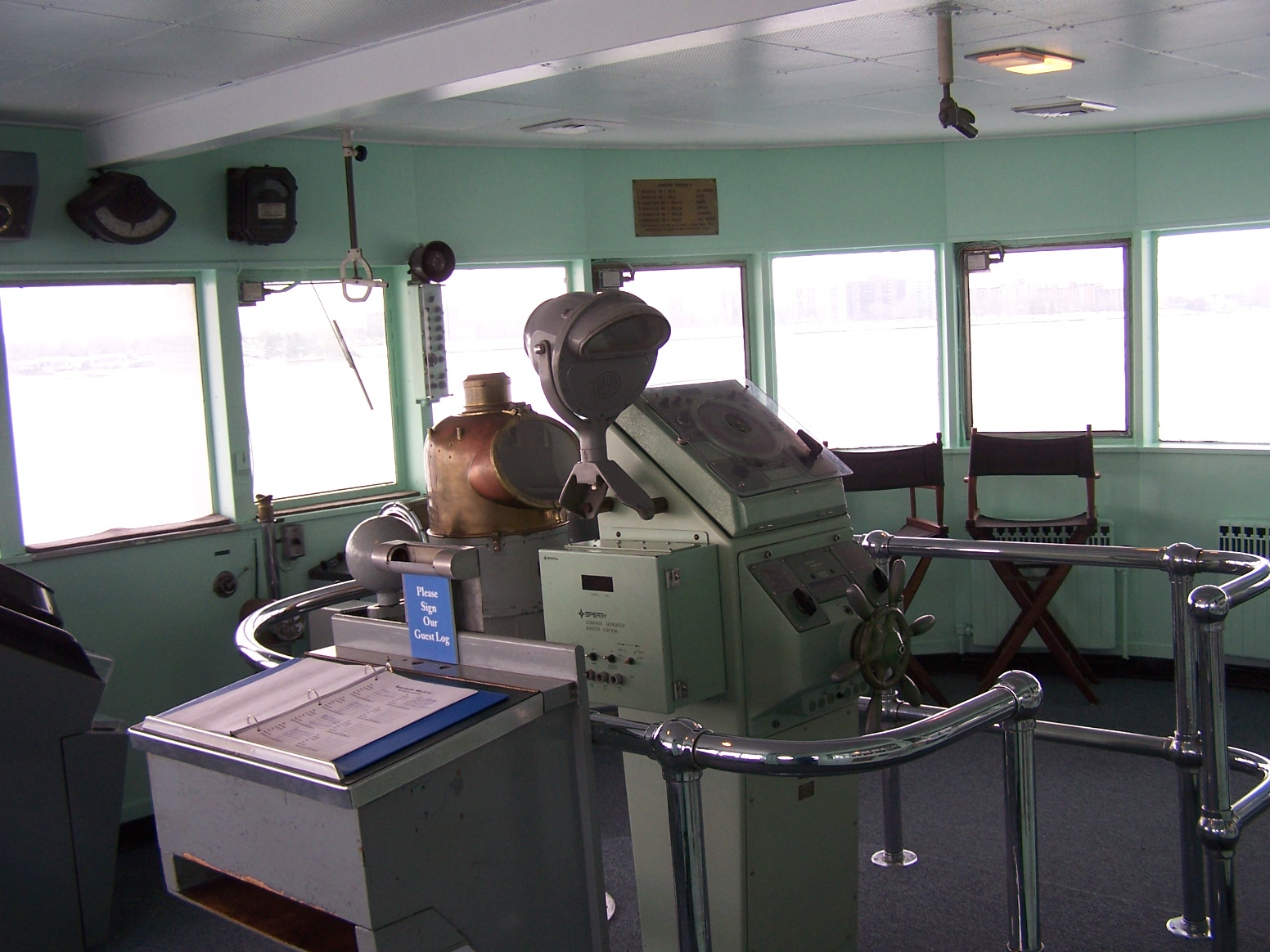
السفينة من الداخل
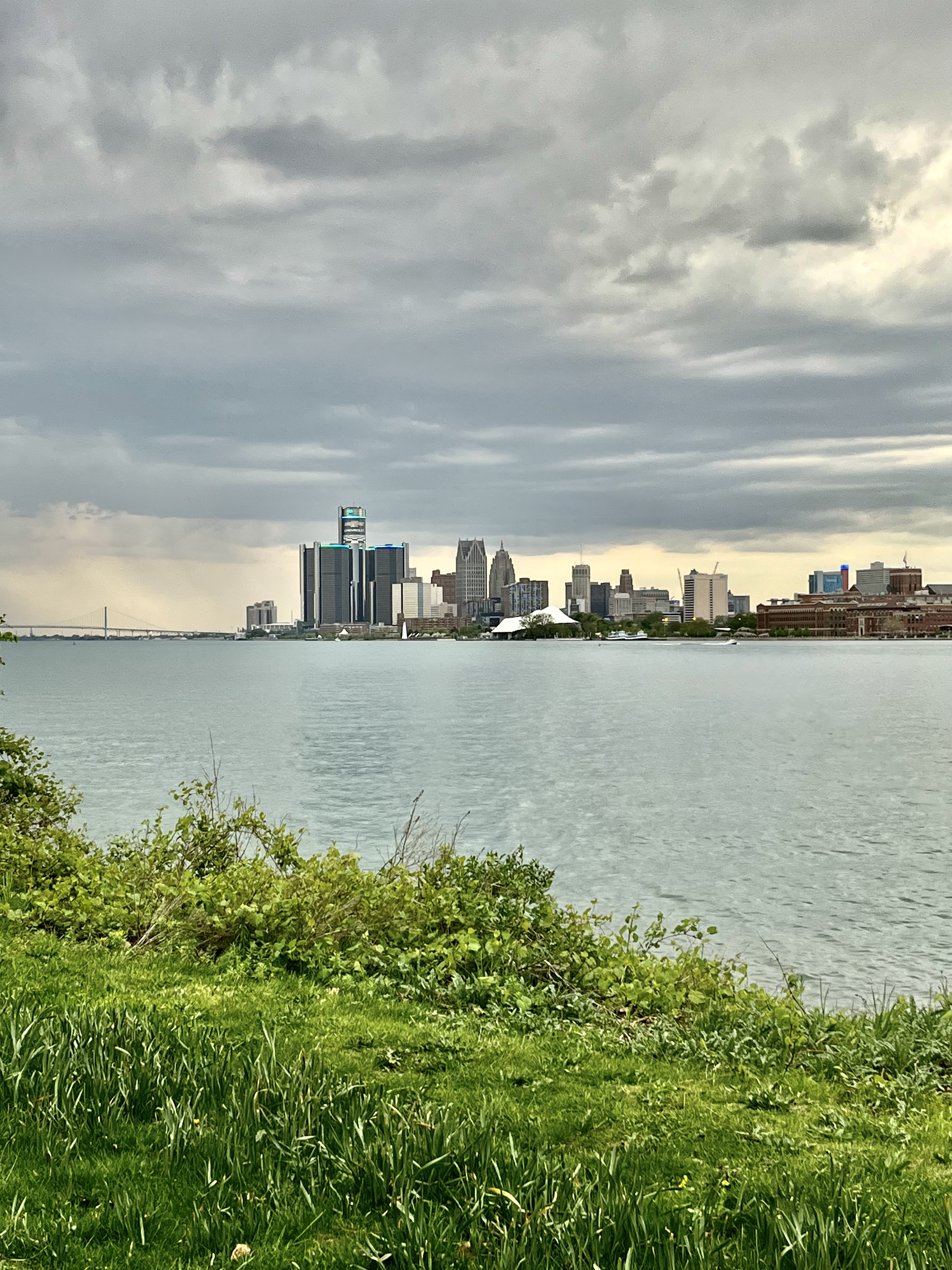
منظر لوسط مدينة ديترويت من جزيرة بيل في عام 2022
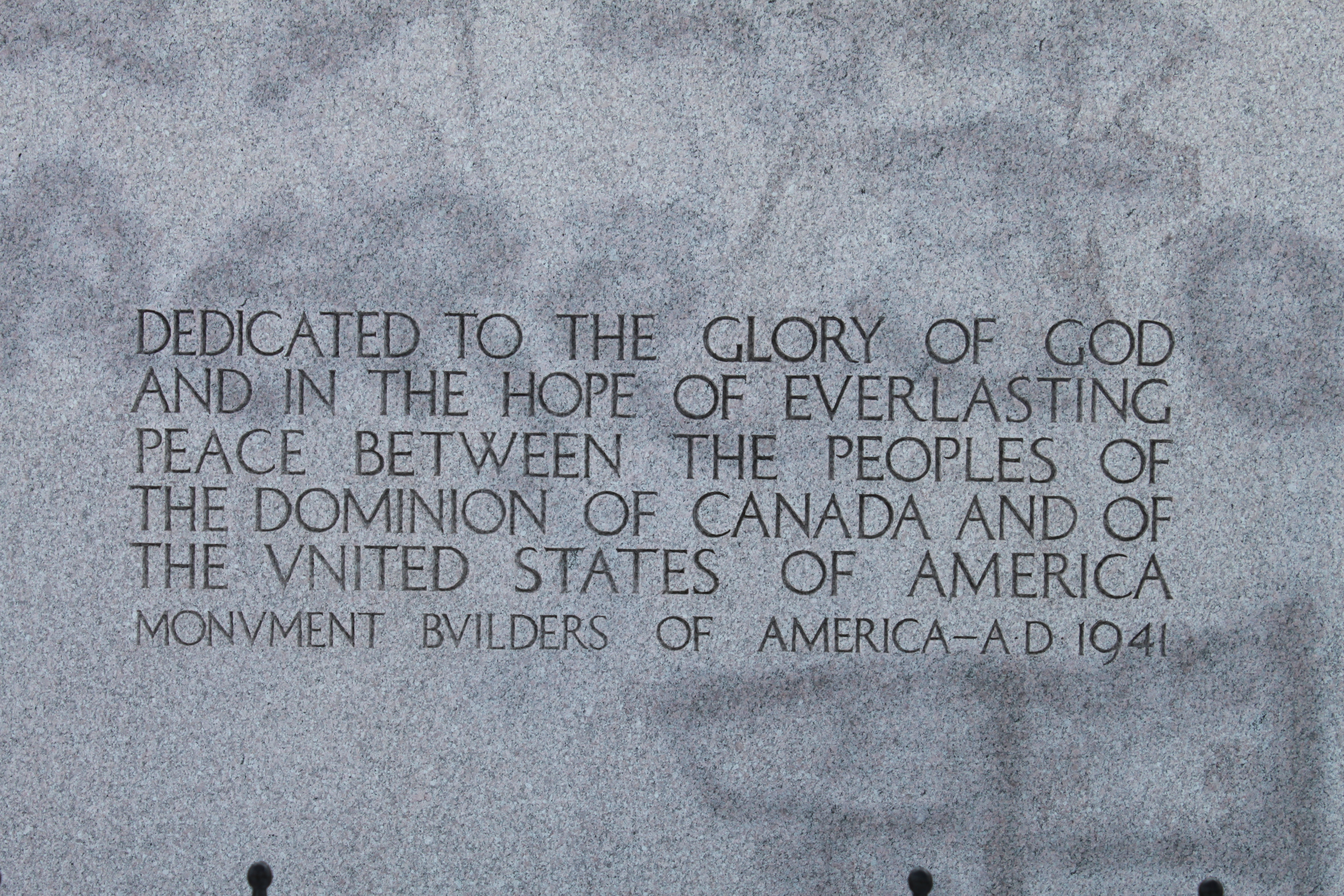
نقش برج السلام
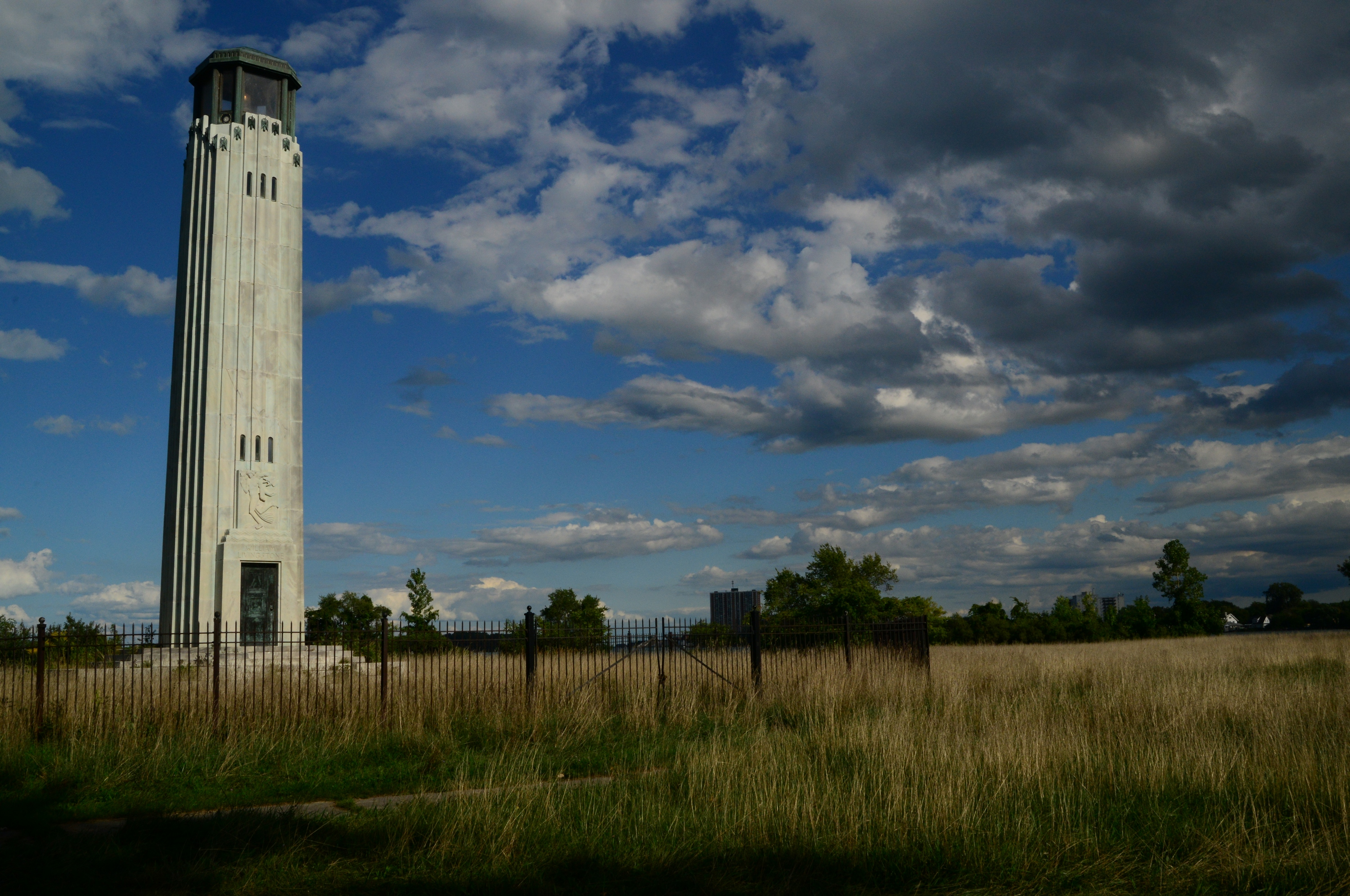
منارة وليام ليفنجستون في جزيرة بيل